# جين باورز
جين باورز (بالإنجليزية: Jane Bowers)‏ هي ملحنة وكاتبة غنائية أمريكية، ولدت في 29 مايو 1921، وتوفيت في 18 يونيو 2000.

## وصلات خارجية
- جين باورز على موقع ميوزك برينز (الإنجليزية)
- جين باورز على موقع ديسكوغز (الإنجليزية)